# 1928年夏季奧林匹克運動會摔跤比賽
1928年夏季奥林匹克运动会摔跤比赛共设立13个小项，其中古典式有6个小项，自由式有7个小项。所有小项均为男子项目。自由式于1928年7月30日至8月1日举行，古典式于1928年8月2日至8月5日举行。

## 奖牌得主

### 自由式
| 项目     | 金牌                          | 银牌                              | 铜牌                              |
| 雏量级   | 卡洛·梅基宁 · 芬兰（FIN）     | Edmond Spapen · 比利时（BEL）     | James Trifunov · 加拿大（CAN）    |
| 次轻量级 | 阿利·莫里森 · 美国（USA）     | 库斯塔·皮赫拉亚迈基 · 芬兰（FIN） | Hans Minder · 瑞士（SUI）         |
| 轻量级   | Osvald Käpp · 爱沙尼亚（EST） | 夏尔·帕科姆 · 法国（FRA）         | 埃诺·莱伊诺 · 芬兰（FIN）         |
| 次中量级 | 阿尔沃·哈维斯托 · 芬兰（FIN） | 劳埃德·阿普尔顿 · 美国（USA）     | Maurice Letchford · 加拿大（CAN） |
| 中量级   | Ernst Kyburz · 瑞士（SUI）    | 唐纳德·斯托克顿 · 加拿大（CAN）   | 塞缪尔·雷宾 · 英国（GBR）         |
| 次重量级 | 图勒·舍斯泰特 · 瑞典（SWE）   | Arnold Bögli · 瑞士（SUI）        | Henri Lefèbre · 法国（FRA）       |
| 重量级   | 约翰·里克特霍夫 · 瑞典（SWE） | 奥库斯蒂·西赫沃拉 · 芬兰（FIN）   | 埃德蒙·达姆 · 法国（FRA）         |

### 古典式
| 项目     | 金牌                              | 银牌                                  | 铜牌                             |
| 雏量级   | 库尔特·洛伊希特 · 德国（GER）     | 英德日赫·毛德尔 · 捷克斯洛伐克（TCH） | 乔瓦尼·戈齐 · 意大利（ITA）      |
| 次轻量级 | Voldemar Väli · 爱沙尼亚（EST）   | 埃里克·马尔姆贝里 · 瑞典（SWE）       | 杰罗拉莫·夸利亚 · 意大利（ITA）  |
| 轻量级   | 凯赖斯泰什·拉约什 · 匈牙利（HUN） | 爱德华·施佩林 · 德国（GER）           | 爱德华·韦斯特隆德 · 芬兰（FIN）  |
| 中量级   | 韦伊内·科基宁 · 芬兰（FIN）       | 保普·拉斯洛 · 匈牙利（HUN）           | Albert Kusnets · 爱沙尼亚（EST） |
| 次重量级 | Ibrahim Moustafa · 埃及（EGY）    | 阿道夫·里格尔 · 德国（GER）           | 翁尼·佩利宁 · 芬兰（FIN）        |
| 重量级   | 鲁道夫·斯文松 · 瑞典（SWE）       | Hjalmar Nyström · 芬兰（FIN）         | 格奥尔格·格林 · 德国（GER）      |

## 参赛国家和地区
本赛共有来自29个国家和地区的166名运动员参加。阿根廷队首次参加摔跤比赛：
| - 阿根廷（5） - （3） - 奥地利（2） - 比利时（13） - 加拿大（5） - 捷克斯洛伐克（6） - 丹麦（7） - 埃及（4） - 爱沙尼亚（6） - 芬兰（13） |  | - 法国（13） - 德国（6） - 英国（6） - 希腊（3） - 匈牙利（6） - 意大利（5） - 日本（1） - 拉脱维亚（2） - 卢森堡（3） - 荷兰（6） |  | - 挪威（7） - 波兰（4） - 葡萄牙（1） - 南非（1） - 瑞典（9） - 瑞士（11） - 土耳其（6） - 美国（7） - 南斯拉夫（5） |

## 奖牌榜
| 排名                      | 国家 / 地区               | 金牌 | 銀牌 | 銅牌 | 总计 |
| ------------------------- | ------------------------- | ---- | ---- | ---- | ---- |
| 1                         | 芬兰（FIN）               | 3    | 3    | 3    | 9    |
| 2                         | 瑞典（SWE）               | 3    | 1    | 0    | 4    |
| 3                         | 爱沙尼亚（EST）           | 2    | 0    | 1    | 3    |
| 4                         | 德国（GER）               | 1    | 2    | 1    | 4    |
| 5                         | 瑞士（SUI）               | 1    | 1    | 1    | 3    |
| 6                         | 匈牙利（HUN）             | 1    | 1    | 0    | 2    |
| 6                         | 美国（USA）               | 1    | 1    | 0    | 2    |
| 8                         | 埃及（EGY）               | 1    | 0    | 0    | 1    |
| 9                         | 加拿大（CAN）             | 0    | 1    | 2    | 3    |
| 9                         | 法国（FRA）               | 0    | 1    | 2    | 3    |
| 11                        | 比利时（BEL）             | 0    | 1    | 0    | 1    |
| 11                        | 捷克斯洛伐克（TCH）       | 0    | 1    | 0    | 1    |
| 13                        | 意大利（ITA）             | 0    | 0    | 2    | 2    |
| 14                        | 英国（GBR）               | 0    | 0    | 1    | 1    |
| 总计（共14个国家 / 地区） | 总计（共14个国家 / 地区） | 13   | 13   | 13   | 39   |